# Oecomys nanus
Oecomys nanus — вид ссавців з родини Cricetidae. Ареал виду лежить у межах таких країн: Бразилія та Перу.

## Морфологічна характеристика
Oecomys nanus є одним із найменших видів у роду, із зареєстрованою вагою невагітної дорослої особини, яка постійно дорівнює 30 г або менше. Спинне хутро дорослої особини червонувато-коричнева, довжина 6–7 мм. Черево біле. Задні лапи вкриті дорсально короткими світлими волосками, але більшість екземплярів мають нечітко темніші плеснові відмітини. Хвіст одноколірний (темний зверху і знизу), становить близько 115% довжини голови й тіла (в середньому) і має пучок верхівкових волосків довжиною 6–9 мм.

## Етимологія
лат. nanus — «карлик».

## Середовище
З восьми екземплярів Oecomys nanus, зібраних у 2003 році в Jenaro Herrera, сім були виловлені в пастках у болотистому первинному лісі, а один – у пастку Віктора, встановлену на землі в первинному лісі з білим піском.